# Guenter Seidel
Pour les articles homonymes, voir Seidel.
Guenter Seidel, né le 23 septembre 1960 à Fischen im Allgäu en Allemagne, est un cavalier de dressage américain.

## Palmarès

### Jeux olympiques
- 1996 : médaille de bronze  par équipe (composée de Michelle Gibson, Steffen Peters et Robert Dover) aux Jeux olympiques d'Atlanta aux États-Unis avec Graf George
- 2000 : médaille de bronze  par équipe (composée de Susan Blinks, Robert Dover et Christine Traurig) aux Jeux olympiques de Sydney en Australie avec Foltaire
- 2004 : médaille de bronze  par équipe (composée de Lisa Wilcox, Robert Dover et Deborah McDonald) aux Jeux olympiques d'Athènes en Grèce avec Rusty[1].

### Championnats du monde
- 2002 : médaille d'argent à Jerez.
- 2006 : médaille de bronze à Aix-la-Chapelle.